# Eccellenza Lombardia 1995-1996
Il campionato italiano di calcio di Eccellenza regionale 1995-1996 è stato il quinto organizzato in Italia. Rappresenta il sesto livello del calcio italiano.
Questo è il campionato regionale della regione Lombardia, gestita dal Comitato Regionale Lombardia.
Fino alla stagione 1994-1995 la provincia di Piacenza è stata di competenza del Comitato Regionale Lombardia così come la provincia di Mantova è stata gestita dal Comitato Regionale Emilia-Romagna.
Per delibera della Lega Nazionale Dilettanti i due Comitati Regionali all'inizio della stagione 1995-1996 si sono scambiati le due province e solo su richiesta motivata delle singole società è stato loro concesso, in deroga alle disposizioni federali e ai limiti territoriali regionali, di disputare il campionato gestito da un altro Comitato Regionale.

## Girone A

### Squadre partecipanti
| Club                      | Città                   |
| ------------------------- | ----------------------- |
| A.C. Bareggio             | Bareggio (MI)           |
| A.C. Besana               | Besana in Brianza (MI)  |
| A.S. Brianza Calcio       | Barzanò (LC)            |
| U.S. Caronnese            | Caronno Pertusella (VA) |
| U.P. Gavirate Calcio      | Gavirate (VA)           |
| U.S. Mozzatese Calcio     | Mozzate (CO)            |
| A.S. Oggiono Calcio       | Oggiono (LC)            |
| U.S. Olginatese           | Olginate (LC)           |
| S.S. Pro Lissone          | Lissone (MI)            |
| A.S. Vis Nova Giussano    | Giussano (MI)           |
| F.C. Muggiò               | Muggiò (MI)             |
| F.C. Verbano Calcio       | Besozzo (VA)            |
| F.C. Nuova Cerchiate Pero | Pero (MI)               |
| U.S. Cistellum            | Cislago (VA)            |
| G.S. Castanese B.P.M.     | Castano Primo (MI)      |
| A.C. Fulgorcardano        | Cardano al Campo (VA)   |

### Classifica finale
|  | Pos. | Squadra              | Pt | G  | V  | N  | P  | GF | GS | DR  |
|  | ---- | -------------------- | -- | -- | -- | -- | -- | -- | -- | --- |
|  | 1.   | Oggiono              | 60 | 30 | 17 | 9  | 4  | 59 | 33 | +26 |
|  | 2.   | Olginatese           | 58 | 30 | 15 | 13 | 2  | 53 | 22 | +31 |
|  | 3.   | Bareggio             | 54 | 30 | 14 | 12 | 4  | 40 | 19 | +21 |
|  | 4.   | Pro Lissone          | 45 | 30 | 12 | 9  | 9  | 43 | 32 | +11 |
|  | 5.   | Brianza              | 45 | 30 | 11 | 12 | 7  | 41 | 34 | +7  |
|  | 6.   | Besana               | 44 | 30 | 11 | 11 | 8  | 40 | 40 | 0   |
|  | 7.   | Caronnese            | 43 | 30 | 12 | 7  | 11 | 44 | 43 | +1  |
|  | 8.   | Gavirate             | 40 | 30 | 11 | 7  | 12 | 34 | 36 | -2  |
|  | 9.   | Vis Nova Giussano    | 39 | 30 | 9  | 12 | 9  | 27 | 27 | 0   |
|  | 10.  | Mozzatese            | 36 | 30 | 7  | 15 | 8  | 30 | 29 | +1  |
|  | 11.  | Muggiò               | 36 | 30 | 8  | 12 | 10 | 34 | 36 | -2  |
|  | 12.  | Verbano              | 30 | 30 | 8  | 6  | 16 | 27 | 34 | -7  |
|  | 13.  | Nuova Cerchiate Pero | 30 | 30 | 7  | 9  | 14 | 25 | 46 | -21 |
|  | 14.  | Cistellum            | 29 | 30 | 5  | 14 | 11 | 27 | 40 | -13 |
|  | 15.  | Castanese            | 27 | 30 | 5  | 12 | 13 | 30 | 53 | -23 |
|  | 16.  | Fulgorcardano        | 20 | 30 | 4  | 8  | 18 | 14 | 44 | -30 |

## Girone B

### Squadre partecipanti
| Club                    | Città                           |
| ----------------------- | ------------------------------- |
| A.C. Clusone            | Clusone (BG)                    |
| G.S. Tecnoleno          | Leno (BS)                       |
| U.S. Fiorente Colognola | Bergamo (Colognola)             |
| U.C. Castelcovati       | Castelcovati (BS)               |
| A.C. Salò Benaco        | Salò (BS)                       |
| U.S. Gandinese          | Gandino (BG)                    |
| Calcistica Romanese     | Romano di Lombardia (BG)        |
| U.S. Bagnolese          | Bagnolo Mella (BS)              |
| U.S. Stezzanese Calcio  | Stezzano (BG)                   |
| U.S. Voltese            | Volta Mantovana (MN)            |
| A.C. Chiari             | Chiari (BS)                     |
| U.S. Albegno            | Albegno di Treviolo (BG)        |
| A.C. Castiglione        | Castiglione delle Stiviere (MN) |
| U.S. Virtus Petosino    | Petosino di Sorisole (BG)       |
| A.C. Verdello           | Verdello (BG)                   |
| U.S. Brembillese        | Val Brembilla (BG)              |

### Classifica finale
|  | Pos. | Squadra            | Pt | G  | V  | N  | P  | GF | GS | DR  |
|  | ---- | ------------------ | -- | -- | -- | -- | -- | -- | -- | --- |
|  | 1.   | Clusone            | 58 | 30 | 16 | 10 | 4  | 40 | 22 | +18 |
|  | 2.   | Tecnoleno          | 54 | 30 | 14 | 12 | 4  | 43 | 27 | +16 |
|  | 3.   | Fiorente Colognola | 52 | 30 | 14 | 10 | 6  | 42 | 26 | +16 |
|  | 4.   | Castelcovati       | 52 | 30 | 14 | 10 | 6  | 41 | 25 | +16 |
|  | 5.   | Salò Benaco        | 49 | 30 | 13 | 10 | 7  | 34 | 24 | +10 |
|  | 6.   | Gandinese          | 45 | 30 | 12 | 9  | 9  | 32 | 24 | +8  |
|  | 7.   | Romanese           | 43 | 30 | 11 | 10 | 9  | 43 | 36 | +7  |
|  | 8.   | Bagnolese          | 41 | 30 | 10 | 11 | 9  | 42 | 44 | -2  |
|  | 9.   | Stezzanese         | 38 | 30 | 9  | 11 | 10 | 38 | 35 | +3  |
|  | 10.  | Voltese            | 37 | 30 | 8  | 13 | 9  | 26 | 25 | +1  |
|  | 11.  | Chiari             | 32 | 30 | 7  | 11 | 12 | 27 | 33 | -6  |
|  | 12.  | Albegno            | 32 | 30 | 5  | 17 | 8  | 27 | 34 | -7  |
|  | 13.  | Castiglione        | 31 | 30 | 6  | 13 | 11 | 31 | 39 | -8  |
|  | 14.  | Virtus Petosino    | 28 | 30 | 6  | 10 | 14 | 23 | 37 | -14 |
|  | 15.  | Verdello           | 26 | 30 | 6  | 8  | 16 | 17 | 40 | -23 |
|  | 16.  | Brembillese        | 15 | 30 | 2  | 9  | 19 | 20 | 55 | -35 |

## Girone C

### Squadre partecipanti
| Club                         | Città                                   |
| ---------------------------- | --------------------------------------- |
| Circolo Sportivo Trevigliese | Treviglio (BG)                          |
| U.S. Oltrepò                 | Stradella (PV)                          |
| A.C. Sant'Angelo             | Sant'Angelo Lodigiano (LO)              |
| U.S. Soresinese Calcio       | Soresina (CR)                           |
| F.C. Cassano                 | Cassano d'Adda (MI)                     |
| S.S. Tritium 1908            | Trezzo sull'Adda (MI)                   |
| U.S. Bellusco C.G.           | Bellusco (MI)                           |
| G.S. Concorezzese            | Concorezzo (MI)                         |
| A.C. Bressana                | Bressana Bottarone (PV)                 |
| U.S. Virtus Binasco          | Binasco (MI)                            |
| U.S. Corsico 1908            | Corsico (MI)                            |
| F.C. Casteggio 1898          | Casteggio (PV)                          |
| U.S. Vigolo Marchese         | Vigolo Marchese di Castell'Arquato (PC) |
| A.C. Cernusco                | Cernusco sul Naviglio (MI)              |
| F.C. Cesano Boscone          | Cesano Boscone (MI)                     |
| A.C. Castellana              | Castel San Giovanni (PC)                |

### Classifica finale
|  | Pos. | Squadra         | Pt | G  | V  | N  | P  | GF | GS | DR  |
|  | ---- | --------------- | -- | -- | -- | -- | -- | -- | -- | --- |
|  | 1.   | Trevigliese     | 70 | 30 | 21 | 7  | 2  | 60 | 16 | +44 |
|  | 2.   | Oltrepò         | 68 | 30 | 20 | 8  | 2  | 69 | 22 | +47 |
|  | 3.   | Sant'Angelo     | 61 | 30 | 18 | 7  | 5  | 54 | 22 | +32 |
|  | 4.   | Soresinese      | 57 | 30 | 17 | 6  | 7  | 66 | 34 | +32 |
|  | 5.   | Cassano         | 43 | 30 | 10 | 13 | 7  | 36 | 28 | +8  |
|  | 6.   | Tritium         | 41 | 30 | 9  | 14 | 7  | 35 | 24 | +11 |
|  | 7.   | Bellusco        | 37 | 30 | 10 | 7  | 13 | 36 | 36 | 0   |
|  | 8.   | Concorezzese    | 36 | 30 | 10 | 6  | 14 | 30 | 44 | -14 |
|  | 9.   | Bressana        | 34 | 30 | 9  | 7  | 14 | 36 | 43 | -7  |
|  | 10.  | Virtus Binasco  | 34 | 30 | 8  | 10 | 12 | 29 | 39 | -10 |
|  | 11.  | Corsico         | 33 | 30 | 9  | 6  | 15 | 30 | 47 | -17 |
|  | 12.  | Casteggio       | 32 | 30 | 8  | 8  | 14 | 29 | 53 | -24 |
|  | 13.  | Vigolo Marchese | 31 | 30 | 7  | 10 | 13 | 31 | 51 | -20 |
|  | 14.  | Cernusco        | 26 | 30 | 5  | 11 | 14 | 19 | 45 | -26 |
|  | 15.  | Cesano          | 25 | 30 | 6  | 7  | 17 | 19 | 47 | -28 |
|  | 16.  | Castellana      | 23 | 30 | 4  | 11 | 15 | 17 | 46 | -29 |